# Omikron2 Orionis
Omikron2 Orionis (ο2 Orionis, förkortat Omikron2 Ori, ο2 Ori) som är stjärnans Bayer-beteckning, är en ensam stjärna belägen i den nordöstra delen av stjärnbilden Orion. Den har en skenbar magnitud på 4,06 och är synlig för blotta ögat där ljusföroreningar ej förekommer. Baserat på parallaxmätning inom Hipparcosuppdraget på ca 17,5 mas, beräknas den befinna sig på ett avstånd på ca 186 ljusår (ca 57 parsek) från solen. På det beräknade avståndet minskar stjärnans skenbara magnitud med  0,09 enheter genom en skymningsfaktor på grund av interstellärt stoft. Stjärnan är troligen belägen i Vintergatan tunna del.

## Egenskaper
Omikron2 Orionis A är en gul till orange jättestjärna av spektralklass K2 IIIb och är en röd jättestjärna. Den har en radie som är ca 15 gånger större än solens och utsänder från dess fotosfär ca 79 gånger mera energi än solen vid en effektiv temperatur av ca 4 500 K.
Omikron2 Orionis A är ca 5,4 miljarder år gammal med en projicerad rotationshastighet som är för liten för att kunna mätas.